# Igbo
Cet article concerne la langue igbo. Pour le peuple igbo, voir Igbos.
Pour les articles homonymes, voir ibo.
L’igbo, ou ibo (autonyme : Asụsụ ìgbò) est une langue parlée au Nigéria par environ 20 à 35 millions de personnes, les Igbos, en particulier dans le sud-est du Nigéria, anciennement le Biafra, et dans des parties du sud-sud-est du Nigéria, principalement dans les régions du delta du fleuve Niger, entre autres l’État du Delta (Agbor) et l’État de Rivers (Port Harcourt). Il utilise, pour son écriture, l’alphabet latin mais aussi le nsibidi, utilisé par la société Ekpe. L’igbo est une langue tonale. Il y a des centaines de dialectes et de langues igboïdes mutuellement intelligibles avec l’igbo, tels que l’ikwere, l’enuani ou les dialectes ekpeye.

## Dialectes
L’ìgbò compte plus d’une vingtaine de dialectes vers lesquels convergent graduellement les autres dialectes. La langue littéraire standard actuelle s’est développée à partir de 1972 et est basée sur les dialectes owerri-isuama et umuahia-ohuhu.
On recenses les dialectes d'afikpo (ehugbo), nsuka (nsukka), ohuhu (umuahia), bende (ohafia), central igbo (union igbo), anicha, oka (awka), bonny-opobo, mbaisne (mbaise), ngwa, oguta, onicha (onitsha), olu (orlu), owere (owerrĩ), unwana, enuani.
C.I. Ikekeonwu distingue 5 groupes de dialectes, :
- igbo du fleuve Niger, parlée à l’ouest du fleuve Niger dans l’État du Delta, composé de 2 sous-groupes :
  - l’igbo ika, l’agbor, l’ukwali, etc. ;
  - l’igbo aniocha, asaba, ibusa, etc. ;
- igbo de l’intérieur occidental, parlé à l’est du fleuve Niger, composé de 3 sous-groupes :
  - l’onitsha, enu-onitsha, nkpor, obosi, umuoji, etc. ;
  - l’awka, enugwu-ukwu et amawbia ;
  - l’aguata, amaiyi et orumba ;
- igbo de l’intérieur oriental, composé de 5 sous-groupes :
  - le dialecte central, umuahia, ubakala, titi, ohafia, ehugbo, okigwe, oriagu et nsu ;
  - l’orlu, awomama, oguta, aba nkwerre, isu nkwerre, dikenafia, etc. ;
  - l’owerri, uratta, emekuku, ikeduru, mbaise, aboh, mbieri, ogwa, etc. ;
  - le ngwa, isiala, osisioma, obioma, enyimba central ;
  - l’aro, arochukwu, ajali, arondizuogu, etc. ;
- igbo waawa ou igbo septentrional, parlé dans le nord de l’Igboland, composé de 6 sous-groupes :
  - l’achi, isikwe, elugu-agu ;
  - l’enugu, nara, awkunanaw ;
  - le nsukka, obukpa, aku, enugwu-ezike ;
  - l’awgu, mgbowo, maku ;
  - l’udi, ezeagu, umuaga, umuabi, oghe ;
  - l’abakaliki, izii, ezza ;
- igbo riverain, parlé dans les États de Rivers et Cross River, composé de 2 sous-groupes :
  - l’ikwerre, diobu, ahoada ;
  - l’igbo Cross River, itu-mbauzo.

## Écriture

### Écritures logographiques
Le système logographique nsibidi a été utilisé en ìgbò. Il est encore parfois utilisé pour des fins décoratives, symboliques ou religieuses.
Il est l'héritier d'un plus ancien système de proto-écriture Nwagu Aneke.

### Écritures latines
Les premiers travaux ìgbò écrits avec l’alphabet latin utilisent l’alphabet standard de Lepsius de 1854. C’est cet alphabet qui est adopté par Crowther et la Church Mission Society (CMS). En 1929, l’Institut international des langues et civilisations africaines publie l’alphabet international africain. Ce nouvel alphabet est adopté par le gouvernement, les missionnaires catholiques et méthodistes en 1929, tandis que les missionnaires anglicans de la CMS refusent d’abandonner leur alphabet,.
L’ìgbò est aujourd’hui écrit avec l’alphabet latin de base, complété par quelques digrammes supplémentaires ou signes diacritiques pour les consonnes, et par des accents diacritiques pour marquer le ton des voyelles. Plusieurs orthographes ont été utilisées : la dernière orthographe standardisée date de 1961, et a été recommandée par le comité Ọnwụ (du nom de son organisateur). Cettre orthographe de 1961 utilise notamment les lettres ‹ i u ị ụ e o a ọ › au lieu des lettres ‹ i u e ɵ ɛ o a ɔ › de 1936. 
| Majuscules | A   | B   | Ch   | D   | E   | F   | G   | Gb   | Gh  | Gw   | H   | I   | Ị   | J    | K   | Kp   | Kw   | L   |
| Minuscules | a   | b   | ch   | d   | e   | f   | g   | gb   | gh  | gw   | h   | i   | ị   | j    | k   | kp   | kw   | l   |
| Phonétique | /a/ | /b/ | /tʃ/ | /d/ | /e/ | /f/ | /ɡ/ | /ɡb/ | /ɣ/ | /ɡʷ/ | /ɦ/ | /i/ | /ɪ/ | /dʒ/ | /k/ | /kp/ | /kʷ/ | /l/ |
|            |     |     |      |     |     |     |     |      |     |      |     |     |     |      |     |      |      |     |
| Majuscules | M   | N   | Nw   | Ny  | Ṅ   | O   | Ọ   | P    | R   | S    | Sh  | T   | U   | Ụ    | V   | W    | Y    | Z   |
| Minuscules | m   | n   | nw   | ny  | ṅ   | o   | ọ   | p    | r   | s    | sh  | t   | u   | ụ    | v   | w    | y    | z   |
| Phonétique | /m/ | /n/ | /ŋʷ/ | /ɲ/ | /ŋ/ | /o/ | /ɔ/ | /p/  | /ɹ/ | /s/  | /ʃ/ | /t/ | /u/ | /ʊ/  | /v/ | /w/  | /j/  | /z/ |

| 1936 | Ezɵ Ɔkɵkɔ. Ɔtɵtɵ nde ɔrɵ ubi na-ada mba ma ha cɛta se na ha ɛnwɛghe ɛgo nkɛ ha ji akpa ɔkɵkɔ n’ɵzɔ ɔhɵɔ nkɛ fɵtara ugbu a. Otu ɵzɔ ɔhɵɔ a wɵ iji igwɛ evɵ akwa.    |
| 1961 | Ịzụ Ọkụkọ. Ọtụtụ ndị ọrụ ubi na adha mba ma ha ceta sị na ha ẹnweghi egho nke ha ji akpa ọkụkọ n’ụzọ ọhụọ nke fụtara ugbu a. Otu ụzọ ọhụọ a wụ iji igwe ịvụ akhwa. |

Cependant des désaccords subsistent encore sur les diacritiques à utiliser, le point en chef sur le n pouvant être remplacé par un tilde, le point souscrit sous les voyelles i/o/u pouvant être remplacé par un tréma, qui n'a pas valeur de diérèse et qui pose un problème avec la notation des accents de tons alors souvent omis (pour des raisons techniques historiques qui ne devraient pourtant plus être justifiées aujourd'hui). L'usage des digrammes plutôt que de lettres spécifiques est contesté, de même que l'absence de prise en compte de la phonologie réelle des variétés dialectales et la complexité apparente des mutations de consonnes que l'alphabet latin tend à diviser en créant des distinctions artificielles et une complexification de l'orthographe difficile à unifier.
Dans les années 1970, le Igbo Standardization Committee critiqua l’orthographe Ọnwụ à cause des difficultés de son usage à la machine à écrire et proposa la New Standard Orthography en 1976, remplaçant ‹ ị, ọ, ụ › par ‹ ï, ö, ü ›, ‹ ch › par ‹ c › et ‹ ṅ › par ‹ ñ › . Cette orthographe n’est pas largement adoptée mais a notamment été utilisée dans le dictionnaire igbo-anglais de Michael Echeruo publié en 1998.
Les différentes tentatives de réforme de l'orthographe latine n'ont pas réussi à résoudre ce problème et rendu encore plus difficile l'unification des orthographes, alors souvent orientée par une préférence dialectale, une mauvaise compréhension des variétés et des difficultés à produire des documents lisibles et acceptables par au moins la majorité des locuteurs natifs. Aucune de ces réformes proposées n'a encore réussi à s'imposer et il existe même des propositions visant à revenir à l'ancienne écriture logographique ou à l'adapter dans une forme modernisée mais adaptée à un jeu de dialectes réduit, voire aucune des variétés actuelles. Face à ces difficultés, l'igbo perd constamment du terrain face aux langues non indigènes très présentes dans les médias et dans l'administration officielle (dont l'anglais au Nigéria et dans les communautés protestantes qui ne sont pas parvenues à se mettre d'accord entre elles sur l'orthographe en igbo, le français dans les communautés catholiques, également présent au Bénin, au Niger et au Cameroun, ou encore l'arabe très répandu dans les communautés musulmanes).

### Écriture syllabique ńdébé
En 2009, Lotanna Igwe-Odunze a créé un nouveau système d’écriture pour l’ìgbò, le ńdébé et a passé 12 ans à le perfectionner. Le ńdébé est un syllabaire simple fait de combinaison de consonnes et voyelles qui a l'avantage de marquer les tons, si importants en ìgbò.
D'après sa créatrice, il y aurait en ǹdébé en tout 1134 syllabes possibles mais seulement 97 sont nécessaires pour écrire et lire l'ìgbò le plus courant ; ces syllabes sont formées en combinant d'une part une des 6 tiges initiales reliées par une potence horizontale à un des 7 signes radicaux attachés à droite sous la potence pour les consonnes initiales (une combinaison de tige et radical n'étant encore utilisée pour aucune consonne définie), et d'autre part 30 signes diacritiques (attachés au dessus de la potence) pour marquer les 9 voyelles finales et la voyelle n/m de nasalisation dans chacun de leurs 3 tons (le ton étant marqué par la position relative de points placés à gauche ou à droite du signe vocalique principal).
Pour les syllabes sans consonnes (voyelles initiales ou isolées, ou voyelle n/m de nasalisation), seule la potence est conservée et, puisqu'elle n'est portée par aucune tige à gauche et n'a aucun radical attaché à droite pour une consonne initiale,  elle est normalement surbaissée par rapport aux autres syllabes et la présence de la voyelle est également confortée par un point centré sous la potence.
Dans tous les cas, chaque syllabe est marquée graphiquement par sa potence continue portant tous les éléments. Graphiquement, le ńdébé hérite également des traditions des systèmes logographiques antérieurs à l'écriture latine mais fonctionne sur une base phonétique, et non plus seulement une forme purement fonctionnelle inadaptée à l'usage moderne.
Ce qui est remarquable est que le syllabaire s'accorde avec les mutations consonantiques des racines sémantiques, de sorte que la même combinaison (tige et radical) est utilisée pour noter les possibles mutations contextuelles ou dialectales de certaines consonnes (comme b/w, g/l/v, n/l/y, r/h, y/h, s/sh, r/v, f/v ou s/t), propres aux langues igboïdes, alors que des signes distincts sont utilisés pour l'absence de mutation phonétique (comme b, f, g, l, r, s, t, v, w, y). En plus de conserver la sémantique tout en représentant mieux la phonologie, le syllabaire évite l'usage de digrammes parfois phonétiquement ou sémantiquement ambigus dans l'écriture latine et il systématise la notation des tons essentiels (trop souvent oubliés ou confondus dans l'écriture latine même si les accents et points diacritiques y sont normalement recommandés).
Le syllabaire a également été complété pour convenir à de nombreux dialectes de cette famille dont les langues et dialectes sont largement compréhensibles mutuellement (excepté probablement la langue ekpeye) au point d'en faire une macrolangue, de sorte qu'il est également possible de les unifier au plan orthographique avec ce système (cependant un tel effort d'unification orthographique des langues igboïdes n'a pas encore été entrepris, en dehors de l'écriture latine centrée sur une seule forme dialectale assez mal standardisée mais jugée imparfaite et incomplète par les auteurs du ńdébé, et sans réelle norme commune), tout en évitant l'érosion lente mais effective de l'usage de ces langues indigènes au profit de langues internationales (elles aussi mal comprises par la population et qui mettent en danger la préservation, la promotion et le développement des cultures indigènes dans toute leur richesse).
À ce système s'ajoutent également les nombres de 0 à 10, ainsi que 20, 100, 1000, 10 000, 100 000, 1 million et 1 milliard, tous les nombres étant marqué également par une potence mais des tiges variables (jamais à gauche de la potence comme pour les lettres). Parmi eux, chaque nombre majeur (supérieur ou égal à 10, où la tige verticale s'attache au centre sous la potence) peut être complété d'un signe diacritique attaché en chef, pour marquer les chiffres multiplicateurs de 2 à 9.
Enfin quelques signes de ponctuation simples s'y ajoutent pour l'harmonie graphique avec ce système d'écriture.